# Basquetebol nos Jogos Olímpicos de Verão de 1984
O basquetebol nos Jogos Olímpicos de Verão de 1984 foi disputado em no The Forum em Inglewood, cidade ao sul de Los Angeles, sede dos Jogos.
Após ausência em 1980 devido ao boicote pela realização dos Jogos em Moscou, a equipe dos Estados Unidos reconquistou o título olímpico contra a Espanha na final, aumentando a vantagem em número de títulos. Pelo mesmo motivo dos estadunidenses nos Jogos anteriores, a equipe da União Soviética e as demais pertencentes ao bloco comunista não participaram em 1984. No feminino a medalha de ouro também ficou com a equipes dona da casa após vitória sobre a Coreia do Sul, medalhistas de prata.

## Masculino
| Ouro | Prata | Bronze |
| USA Estados Unidos Steve Alford Leon Wood Patrick Ewing Vern Fleming Alvin Robertson Michael Jordan Joe Kleine Jon Koncak Wayman Tisdale Chris Mullin Sam Perkins Jeff Turner | ESP Espanha José Manuel Beirán José Luis Llorente Fernando Arcega Josep Maria Margall Andrés Jiménez Fernández Fernando Romay Fernando Martín Espina Juan Antonio Corbalán Ignacio Solozábal Juan Domingo de la Cruz Juan Manuel López Juan Antonio San Epifanio | YUG Iugoslávia Dražen Petrović Aleksandar Petrović Rajko Žižić Andro Knego Nebojša Zorkić Ivan Sunara Sabit Hadžić Dražen Dalipagić Emir Mutapčić Ratko Radovanović Mihovil Nakić Branko Vukičević |

### Fase preliminar
Na primeira fase as doze equipes participantes dividiram-se em dois grupos, onde os quatro primeiros colocados de cada avançaram as quartas de final e as demais equipes partiam para a classificação de 9º a 12º lugares. Nas quartas os vencedores avançavam as semifinais e os perdodres para a classificação de 5º a 8º lugar. Os vencedores da semifinais partiam para a final e os derrotados para a disputa pela medalha de bronze
|  | Classificados as quartas de final |  | Classificados para disputa de 9º-12º |

#### Grupo A
| Equipe                    | Pts | J | V | D | PP  | PC  |
| ------------------------- | --- | - | - | - | --- | --- |
| 1. YUG Iugoslávia         | 10  | 5 | 5 | 0 | 457 | 366 |
| 2. ITA Itália             | 9   | 5 | 4 | 1 | 437 | 363 |
| 3. AUS Austrália          | 8   | 5 | 3 | 2 | 383 | 403 |
| 4. FRG Alemanha Ocidental | 7   | 5 | 2 | 3 | 384 | 376 |
| 5. BRA Brasil             | 6   | 5 | 1 | 4 | 401 | 423 |
| 6. EGY Egito              | 5   | 5 | 0 | 5 | 349 | 480 |

| 29 de julho        |        |                    |
| Itália             | 110–62 | Egito              |
| Iugoslávia         | 96–83  | Alemanha Ocidental |
| Austrália          | 76–72  | Brasil             |
| 30 de julho        |        |                    |
| Itália             | 80–72  | Alemanha Ocidental |
| Brasil             | 91–82  | Egito              |
| Iugoslávia         | 94–64  | Austrália          |
| 1 de agosto        |        |                    |
| Austrália          | 67–66  | Alemanha Ocidental |
| Iugoslávia         | 100–69 | Egito              |
| Itália             | 89–78  | Brasil             |
| 2 de agosto        |        |                    |
| Alemanha Ocidental | 85–58  | Egito              |
| Iugoslávia         | 98–85  | Brasil             |
| Itália             | 93–82  | Austrália          |
| 4 de agosto        |        |                    |
| Austrália          | 94–78  | Egito              |
| Alemanha           | 78–75  | Brasil             |
| Iugoslávia         | 69–65  | Itália             |

#### Grupo B
| Equipe                | Pts | J | V | D | PP  | PC  |
| --------------------- | --- | - | - | - | --- | --- |
| 1. USA Estados Unidos | 10  | 5 | 5 | 0 | 511 | 315 |
| 2. ESP Espanha        | 9   | 5 | 4 | 1 | 457 | 438 |
| 3. CAN Canadá         | 8   | 5 | 3 | 2 | 462 | 401 |
| 4. URU Uruguai        | 7   | 5 | 2 | 3 | 403 | 460 |
| 5. CHN China          | 6   | 5 | 1 | 4 | 364 | 477 |
| 6. FRA França         | 5   | 5 | 0 | 5 | 383 | 489 |

| 29 de julho    |        |         |
| Uruguai        | 91–87  | França  |
| Estados Unidos | 97–49  | China   |
| Espanha        | 83–82  | Canadá  |
| 31 de julho    |        |         |
| China          | 85–83  | França  |
| Estados Unidos | 89–68  | Canadá  |
| Espanha        | 107–90 | Uruguai |
| 1 de agosto    |        |         |
| Canadá         | 121–80 | China   |
| Estados Unidos | 104–68 | Uruguai |
| Espanha        | 97–82  | França  |
| 3 de agosto    |        |         |
| Espanha        | 102–83 | China   |
| Estados Unidos | 120–62 | França  |
| Canadá         | 95–80  | Uruguai |
| 4 de agosto    |        |         |
| Estados Unidos | 101–68 | Espanha |
| Canadá         | 96–69  | França  |
| Uruguai        | 74–67  | China   |

### Fase final
|  | Quartas de final       | Quartas de final   |                    |            | Semifinais     | Semifinais     |  |  | Final             | Final |
|  |                        |                    |                    |            |                |                |  |  |                   |       |
|  | 5 de agosto, 1984      |                    |                    |            |                |                |  |  |                   |       |
|  |                        |                    |                    |            |                |                |  |  |                   |       |
|  | ESP Espanha            | 101                |                    |            |                |                |  |  |                   |       |
|  | ESP Espanha            | 101                | 8 de agosto, 1984  |            |                |                |  |  |                   |       |
|  | AUS Austrália          | 93                 |                    |            |                |                |  |  |                   |       |
|  | AUS Austrália          | 93                 | ESP Espanha        | 74         |                |                |  |  |                   |       |
|  | 6 de agosto, 1984      |                    | ESP Espanha        | 74         |                |                |  |  |                   |       |
|  |                        | YUG Iugoslávia     | 61                 |            |                |                |  |  |                   |       |
|  | YUG Iugoslávia         | YUG Iugoslávia     | 61                 | 110        |                |                |  |  |                   |       |
|  | YUG Iugoslávia         |                    | 10 de agosto, 1984 | 110        |                |                |  |  |                   |       |
|  | URU Uruguai            | 82                 |                    |            |                |                |  |  |                   |       |
|  | URU Uruguai            | 82                 | ESP Espanha        | 65         |                |                |  |  |                   |       |
|  | 6 de agosto, 1984      |                    | ESP Espanha        | 65         |                |                |  |  |                   |       |
|  |                        | USA Estados Unidos | 96                 |            |                |                |  |  |                   |       |
|  | USA Estados Unidos     | USA Estados Unidos | 96                 | 78         |                |                |  |  |                   |       |
|  | USA Estados Unidos     | 8 de agosto, 1984  |                    | 78         |                |                |  |  |                   |       |
|  | FRG Alemanha Ocidental | 67                 |                    |            |                |                |  |  |                   |       |
|  | FRG Alemanha Ocidental | 67                 | USA Estados Unidos | 78         | Terceiro lugar | Terceiro lugar |  |  |                   |       |
|  | 6 de agosto, 1984      |                    | USA Estados Unidos | 78         | Terceiro lugar | Terceiro lugar |  |  |                   |       |
|  |                        | CAN Canadá         | 59                 |            |                |                |  |  |                   |       |
|  | CAN Canadá             | CAN Canadá         | 59                 | 78         | YUG Iugoslávia | 88             |  |  |                   |       |
|  | CAN Canadá             |                    |                    | 78         | YUG Iugoslávia | 88             |  |  |                   |       |
|  | ITA Itália             | 72                 |                    | CAN Canadá | 82             |                |  |  |                   |       |
|  | ITA Itália             | 72                 |                    |            | 82             |                |  |  |                   |       |
|  |                        |                    |                    |            |                |                |  |  | 9 de agosto, 1984 |       |
|  |                        |                    |                    |            |                |                |  |  |                   |       |

|  | Classificação 9º-12º lugar | Classificação 9º-12º lugar |    |                   | 9º lugar          | 9º lugar |  |
|  |                            |                            |    |                   |                   |          |  |
|  | 6 de agosto, 1984          |                            |    |                   |                   |          |  |
|  | BRA Brasil                 | 100                        |    |                   |                   |          |  |
|  | FRA França                 | 86                         |    |                   |                   |          |  |
|  |                            |                            |    |                   |                   |          |  |
|  |                            |                            |    |                   | 9 de agosto, 1984 |          |  |
|  |                            |                            |    |                   | BRA Brasil        | 86       |  |
|  |                            | CHN China                  | 76 |                   |                   |          |  |
|  |                            |                            |    |                   |                   |          |  |
|  |                            |                            |    |                   |                   |          |  |
|  |                            |                            |    |                   | 11º lugar         |          |  |
|  | 5 de agosto, 1984          | 5 de agosto, 1984          |    | 9 de agosto, 1984 | 9 de agosto, 1984 |          |  |
|  | CHN China                  | 76                         |    | FRA França        | 102               |          |  |
|  | EGY Egito                  | 73                         |    |                   | EGY Egito         | 72       |  |

|  | Classificação 5º-8º lugar | Classificação 5º-8º lugar |     |                    | 5º lugar               | 5º lugar |  |
|  |                           |                           |     |                    |                        |          |  |
|  | 8 de agosto, 1984         |                           |     |                    |                        |          |  |
|  | URU Uruguai               | 101                       |     |                    |                        |          |  |
|  | AUS Austrália             | 95                        |     |                    |                        |          |  |
|  |                           |                           |     |                    |                        |          |  |
|  |                           |                           |     |                    | 10 de agosto, 1984     |          |  |
|  |                           |                           |     |                    | URU Uruguai            | 102      |  |
|  |                           | ITA Itália                | 111 |                    |                        |          |  |
|  |                           |                           |     |                    |                        |          |  |
|  |                           |                           |     |                    |                        |          |  |
|  |                           |                           |     |                    | 8º lugar               |          |  |
|  | 8 de agosto, 1984         | 8 de agosto, 1984         |     | 10 de agosto, 1984 | 10 de agosto, 1984     |          |  |
|  | ITA Itália                | 98                        |     | AUS Austrália      | 83                     |          |  |
|  | FRG Alemanha Ocidental    | 71                        |     |                    | FRG Alemanha Ocidental | 78       |  |

### Classificação final
| Pos.   | País                   |
| ------ | ---------------------- |
| Ouro   | USA Estados Unidos     |
| Prata  | ESP Espanha            |
| Bronze | YUG Iugoslávia         |
| 4      | CAN Canadá             |
| 5      | ITA Itália             |
| 6      | URU Uruguai            |
| 7      | AUS Austrália          |
| 8      | FRG Alemanha Ocidental |
| 9      | BRA Brasil             |
| 10     | CHN China              |
| 11     | FRA França             |
| 12     | EGY Egito              |

## Feminino
| Ouro | Prata | Bronze |
| USA Estados Unidos Teresa Edwards Lea Henry Lynette Woodard Anne Donovan Catherine La Ora Boswell Cheryl Miller Janice Lawrence Cindy Noble Kim Mulkey-Robertson Denise Curry Pam McGee Carol Menken-Schaudt | KOR Coreia do Sul Park Yang-Gae Kim Eun-Sook Lee Hyung-Sook Choi Kyung-Hee Lee Mi-Ja Moon Kyung-Ja Kim Hwa-Soon Jeong Myung-Hee Kim Young-Hee Sung Jung-A Park Chan-Sook Choi Aei-Young | CHN China Chen Yuefang Li Xiaoqin Ba Yan Song Xiaobo Qui Chen Wang Jun Xiu Lijuan Zheng Haixia Cong Xuedi Zhang Hui Liu Qing Zhang Yueqin |

As equipes participantes se enfrentaram todas contra todas na fase preliminar. As duas mais bem colocadas ao final de cinco partidas avançavam a disputa da medalha de ouro e as classificadas entre o 3º e 4º lugares partiam para a decisão do ouro.

### Fase preliminar
| Equipe                | Pts | J | V | D | PP  | PC  |
| --------------------- | --- | - | - | - | --- | --- |
| 1. USA Estados Unidos | 10  | 5 | 5 | 0 | 431 | 265 |
| 2. KOR Coreia do Sul  | 9   | 5 | 4 | 1 | 292 | 302 |
| 3. CAN Canadá         | 7   | 5 | 2 | 3 | 313 | 335 |
| 4. CHN China          | 7   | 5 | 2 | 3 | 318 | 348 |
| 5. YUG Iugoslávia     | 6   | 5 | 1 | 4 | 293 | 347 |
| 6. AUS Austrália      | 6   | 5 | 1 | 4 | 267 | 317 |

| 30 de julho    |       |               |
| Estados Unidos | 83–55 | Iugoslávia    |
| China          | 67–64 | Austrália     |
| Coreia do Sul  | 67–62 | Canadá        |
| 31 de julho    |       |               |
| Estados Unidos | 81–47 | Austrália     |
| Coreia do Sul  | 55–52 | Iugoslávia    |
| Canadá         | 66–61 | China         |
| 2 de agosto    |       |               |
| Canadá         | 56–45 | Austrália     |
| Estados Unidos | 84–47 | Coreia do Sul |
| China          | 79–58 | Iugoslávia    |
| 3 de agosto    |       |               |
| Coreia do Sul  | 54–48 | Austrália     |
| Iugoslávia     | 69–68 | Canadá        |
| Estados Unidos | 91–55 | China         |
| 5 de agosto    |       |               |
| Coreia do Sul  | 69–56 | China         |
| Estados Unidos | 92–61 | Canadá        |
| Austrália      | 62–59 | Iugoslávia    |

### Disputa do bronze
| 7 de agosto |       |        |
| China       | 62–57 | Canadá |

### Final
| 7 de agosto    |       |               |
| Estados Unidos | 85–55 | Coreia do Sul |

### Classificação final
| Pos.   | País               |
| ------ | ------------------ |
| Ouro   | USA Estados Unidos |
| Prata  | KOR Coreia do Sul  |
| Bronze | CHN China          |
| 4      | CAN Canadá         |
| 5      | YUG Iugoslávia     |
| 6      | AUS Austrália      |